# Romance (альбом Камилы Кабельо)
| Совокупная оценка | Совокупная оценка |
| Источник          | Оценка            |
| ----------------- | ----------------- |
| Metacritic        | 71/100            |
| Оценки критиков   |                   |
| Источник          | Оценка            |
| AllMusic          | [ 3 ]             |
| Exclaim!          | 6/10              |
| The Guardian      | [ 5 ]             |
| The Independent   | [ 6 ]             |
| NME               | [ 7 ]             |
| The Observer      | [ 8 ]             |
| Pitchfork         | [ 9 ]             |
| Rolling Stone     | [ 10 ]            |
| The Telegraph     | [ 11 ]            |
| The Times         | [ 12 ]            |
| Variety           | 85/100            |

Romance — второй студийный альбом кубино-американской певицы Камилы Кабельо, он вышел 6 декабря 2019 года на лейблах Epic и Syco. Альбом был поддержан выходом синглов «Liar», «Shameless», «Cry for Me», «Easy» и «Living Proof». Romance также включает сингл, побывавший на первом месте основного американского хит-парада Billboard Hot 100 «Señorita», записанный в дуэте с канадским певцом Shawn Mendes.

## История
После выхода дебютного альбома Кабельо Camila (2018), Brian Lee и Louis Bell сообщили телеканалу MTV News, что они уже думают о её новом проекте. 1 сентября 2019 года Кабельо запостила в Инстаграме тизер с названием будущего альбома. 31 октября 2019 года она сообщила, что альбом готов. Выход альбома намечен на 6 декабря, а предзаказы на него открыты с 15 ноября.

## Отзывы
Альбом получил положительные и смешанные отзывы музыкальной критики и интернет-изданий: Metacritic (69 из 100), AllMusic, Variety, NME, The Independent, The Telegraph, The Guardian.

## Коммерческий успех
Romance дебютировал на третьем месте в американском хит-параде Billboard 200 в дату с 21 декабря 2019 года и тиражом 86000 альбомных эквивалентных единиц, включая 54000 продаж альбома, 30000 стрим-эквивалентных единиц (от 40,6 млн потоков demand streams) и 2000 трек-эквивалентных единиц. Стриминговый стартRomance стал третьим самым успешным стриминговым дебютом поп-альбома женщины в 2019 году после Thank U, Next (Ariana Grande) и Lover (Taylor Swift). Тираж включал продажи от концертных билетов вместе с альбомом. В мае 2020 года альбом получил платиновую сертификацию от Recording Industry Association of America (RIAA) за тираж 1 млн 1 млн альбомных эквивалентных единиц.

## Синглы
5 сентября 2019 года в поддержку альбома были выпущены сразу два сингла «Liar» and «Shameless».4 октября вышел третий сингл «Cry for Me». Четвёртым синглом стал «Easy», который был издан 11 октября 2019 года. 15 ноября 2019 года вместе с предзаказами на новый альбом вышел пятый сингл «Living Proof».

## Список композиций
По данным Apple Music альбом включает 14 треков.
| №                   | Название                           | Автор(ы) | Продюсеры                                           | Длительность |
| ------------------- | ---------------------------------- | --- | --------------------------------------------------- | ------------ |
| 1.                  | «Shameless»                        | Камила Кабельо Alexandra Tamposi Andrew Wotman [англ.] Jonathan Bellion Jordan Johnson Stefan Johnson                     | Watt [англ.] The Monsters and the Strangerz         | 3:39         |
| 2.                  | «Living Proof»                     | Tamposi Кабельо Justin Tranter Mattias Larsson Robin Fredriksson                                                          | Mattman & Robin                                     | 3:14         |
| 3.                  | «Should've Said It»                | Кабельо Tranter Tamposi Wotman Adam Feeney Белл, Луи Westen Weiss                                                         | Frank Dukes Louis Bell Watt                         | 3:20         |
| 4.                  | «My Oh My» (при участии DaBaby)    | Кабельо Denzel Baptiste Джонатан Кирк David Biral Weiss                                                                   | Take a Daytrip Weiss                                | 2:50         |
| 5.                  | «Señorita» (вместе с Shawn Mendes) | Мендес Кабельо Wotman Бнджамин Левин Tamposi Шарлотта Эмма Эйтчисон Джек Паттерсон Magnus August Høiberg                  | Watt Бенни Бланко Cashmere Cat [a]                  | 3:11         |
| 6.                  | «Liar»                             | Кабельо Tamposi Wotman Bellion J. Johnson S. Johnson Jenny Berggren Jonas Berggren Malin Berggren Ulf Ekberg Лайонел Ричи | Watt The Monsters and the Strangerz Jon Bellion [m] | 3:27         |
| 7.                  | «Bad Kind of Butterflies»          | Кабельо Hill Brittany Hazzard Мэтью Самуэльс Jeremy Zuckerman Weiss                                                       | Мэтью Самуэльс Weiss Hill [a]                       | 2:49         |
| 8.                  | «Easy»                             | Кабельо Tranter John Hill Adam Feeney Louis Bell Carter Lang Westen Weiss                                                 | Frank Dukes Bell Lang Weiss Hill                    | 3:16         |
| 9.                  | «Feel It Twice»                    | Кабельо Biral Baptiste Hazzard Hill Watt                                                                                  | Take a Daytrip Hill Watt                            | 3:08         |
| 10.                 | «Dream of You»                     | Кабельо Bell Watt | Bell Watt                                           | 3:42         |
| 11.                 | «Cry for Me»                       | Кабельо Райан Теддер Feeney Bell                                                                                          | Dukes Bell                                          | 3:09         |
| 12.                 | «This Love»                        | Кабельо Nathan Pérez Bell Watt Ilsey Juber Zuckerman                                                                      | Happy Perez Bell Watt                               | 3:40         |
| 13.                 | «Used to This»                     | Кабельо Finneas Amy Wadge                                                                                                 | Finneas                                             | 3:30         |
| 14.                 | «First Man»                        | Кабельо Jordan Reynolds Wadge                                                                                             | Jordan Reynolds                                     | 3:48         |
| Общая длительность: | Общая длительность:                | Общая длительность: | Общая длительность:                                 | 46:40        |

## Чарты
| Чарт (2019)                         | Высшая позиция |
| ----------------------------------- | -------------- |
| Австралия (ARIA)                    | 6              |
| Австрия (Ö3 Austria)                | 35             |
| Бельгия/Фландрия (Ultratop)         | 16             |
| Бельгия/Валлония (Ultratop)         | 58             |
| Канада (Canadian Albums Chart)      | 1              |
| Дания (Hitlisten)                   | 33             |
| Нидерланды (Album Top 100)          | 8              |
| Эстония (Eesti Ekspress)            | 9              |
| Финляндия (Suomen virallinen lista) | 27             |
| Франция (SNEP)                      | 62             |
| Германия (Offizielle Top 100)       | 55             |
| Ирландия (IRMA)                     | 12             |
| Италия (FIMI)                       | 44             |
| Япония (Billboard Japan)            | 33             |
| Япония (Oricon)                     | 35             |
| Латвия (LAIPA)                      | 10             |
| Новая Зеландия (RMNZ)               | 7              |
| Норвегия (VG-lista)                 | 16             |
| Польша (ZPAV)                       | 32             |
| Португалия (AFP)                    | 10             |
| Шотландия (Scottish Albums Chart)   | 22             |
| Испания (PROMUSICAE)                | 8              |
| Швеция (Sverigetopplistan)          | 39             |
| Швейцария (Schweizer Hitparade)     | 19             |
| Великобритания (UK Albums Chart)    | 14             |
| США, Billboard 200                  | 3              |
| США, Rolling Stone 200              | 2              |

| Чарт (2019)       | Позиция |
| ----------------- | ------- |
| Мексика(AMPROFON) | 72      |

## Сертификации
| Регион | Сертификация  | Продажи   |
| --- | ------------- | --------- |
| Бразилия (ABPD) | Платиновый    | 40 000    |
| Норвегия (IFPI Norway) | 3× Платиновый | 60 000*   |
| Польша (ZPAV) | Золотой       | 10 000    |
| Великобритания (BPI) | Золотой       | 100 000   |
| США (RIAA) | Платиновый    | 1 000 000 |
| * Данные о продажах приведены только на основе сертификации. · ^ Данные о тиражах приведены только на основе сертификации. · Данные о продажах + прослушиваниях приведены только на основе сертификации. |               |           |

## История релиза
| Регион | Дата           | Формат                        | Лейбл     | Ссылки        |
| ------ | -------------- | ----------------------------- | --------- | ------------- |
| Разные | 6 декабря 2019 | CD цифровые загрузки стриминг | Epic Syco | [ 30 ] [ 63 ] |